# Dobříš
Dobříš är en stad i Tjeckien.   Den ligger i regionen Mellersta Böhmen, i den centrala delen av landet, 40 km sydväst om huvudstaden Prag. Dobříš ligger 382 meter över havet och antalet invånare är 7 926.
Terrängen runt Dobříš är platt åt sydost, men åt nordväst är den kuperad.Runt Dobříš är det ganska glesbefolkat, med 28 invånare per kvadratkilometer. Närmaste större samhälle är Příbram, 15,1 km sydväst om Dobříš. I omgivningarna runt Dobříš växer i huvudsak blandskog.